# Jockum Nordström
Karl Jockum Nordström, född 19 december 1963 i Stockholm, är en svensk målare, tecknare, illustratör och författare. 
Jockum Nordström är son till konstnären Gert Z Nordström och var tidigare gift med konstnären Karin Mamma Andersson. Han växte upp i Farsta och Skärholmen i Stockholm, utbildade sig till bildlärare vid Konstfack i Stockholm 1981–1985 och i fri konst på Kungliga Konsthögskolan i Stockholm 1985–1990.
Han har medverkat som illustratör i Dagens Nyheter och Kamratposten, skrivit och illustrerat de fem barnböckerna om Sailor och Pekka (belönade med Expressens Heffaklump (1998) och Elsa Beskow-plaketten (1999)), och haft separatutställningar i Stockholm, London och New York. Han har även spelat bas i Boom Boom, som gav ut tre singlar 1983.
Jockum Nordström arbetar främst i blyerts och collage och skildrar gärna förorten och dess arkitektur. Han är representerad vid bland annat Göteborgs konstmuseum och Teckningsmuseet i Laholm.  
Han blev ledamot i Konstakademien 2004.
Tillsammans med Elena Wolay spelade han 2017 låtar i radioprogrammet Elena och Jockum i P2.

## Diskografi
- Paddan och hunden, tillsammans med Joakim Åhlund (2012)
- Dracula's son, tillsammans med Joakim Åhlund (2017)
- Meets Moussa Fadera, tillsammans med Joakim Åhlund (2022)